# Ротенберг, Илья Владимирович
Илья Владимирович Ротенберг (17 февраля 1980, Свердловск, РСФСР, СССР — 4 ноября 2020, Екатеринбург, Россия) — российский театральный режиссёр, главный режиссёр ряда российских театров, обладатель профессиональных премий. Член Гильдии театральных режиссёров России.

## Биография
Родился в Екатеринбурге, сын режиссёра-документалиста Владимира Викторовича Ротенберга (1934—2010).
В 2011 окончил ГИТИС — мастерскую Евгения Каменьковича и Дмитрия Крымова. Активный участник театральных лабораторий.
2011—2012: главный режиссёр Лысьвенского театра драмы им. Савина. Постановки Ротенберга принесли театру высокие профессиональные награды: спектакль «Поздняя любовь» принёс лауреатство за актёрские работы на краевом фестивале «Волшебная кулиса». А спектакль «Игроки» получил Гран-при на Всероссийском фестивале театров малых городов России.
2012—2013: главный режиссёр Алтайского краевого театра драмы им. Шукшина.
В должности главрежа Ротенберг проработал всего полгода. За это время он поставил два спектакля на большой сцене. Причиной ухода режиссёр назвал «творческие условия, созданные в театре и вокруг него». По версии Ротенберга, он не сработался директором театра Любовью Березиной: «Всем заправляет директор, а у режиссёра второстепенная роль или даже вспомогательная. У Любови Михайловны не было попыток оставить меня».
2013—2015: главный режиссёр томского Театра юного зрителя.
В Томске Ротенберг запустил проект «Театр нового зрителя». Проект назвали «редким случаем, когда современные методы, приёмы и новая драматургия внедряются в привычный, устоявшийся репертуар региональной театральной площадки».
В 2014 по приглашению Евгения Миронова на сцене Государственного театра Наций поставил спектакль «Жанна» по пьесе Ярославы Пулинович с Ингеборгой Дапкунайте в главной роли. Дапкунайте в интервью отзывалась о Ротенберге, как об «интересном режиссёре».
2015—2017: главный режиссёр ТЮЗа Екатеринбурга. Вновь работает с материалом Пулинович и ставит «Землю Эльзы».
Весь 2018 год Ротенберг ездит по городам и ставит спектакли. Работает в Омске, где в рамках проекта «Молодые — молодым» он ставит спектакль по рассказам Бунина.
Трудится в Саратовском ТЮЗе, где ставит чеховского «Дядю Ваню». Критики назвали эту постановку «попыткой достучаться до сердец юных скептиков с айфонами в карманах, вызвать их на доверительный разговор о любви, которая не сводима ни к сиюминутной забаве, ни к захватывающему дух приключению, ни к пошлой интрижке».
Работает он и в Нижем Новгороде: в ТЮЗе ставит спектакль «Васса» по Горькому. Работу назвали «одной из тех редких премьер, которые сразу вызывают единодушное одобрение публики — от простых любителей театра до искушённых критиков». «Вассу» отметили призами. На театральном фестивале «Премьеры сезона 2018—2019» Ротенберг получил диплом «Творческая удача» за лучшую режиссуру.
В родном Екатеринбурге режиссёр взялся за Довлатова: в Ельцин-центре поставил спектакль «Лишний» по рассказу Сергея Довлатова.
В 2019 году он вновь работает в Саратове: поставил для ТЮЗа драму «Калека с острова Инишмаан». Критик Татьяна Тихоновец назвала спектакль «большой театральной удачей, очень хорошей и качественной работой».
А в драмтеатре города Великие Луки (Псковская область) Ротенберг поставил спектакль «Гроза» по пьесе Александра Островского. Постановка вошла в лонг-лист «Золотой маски».
В театре города Сарова (Нижегородская область) Ротенберг поставил «Доходное место» Островского. По словам зрителей, драму нельзя назвать консервативным прочтением классики. «Неожиданное место и время действия, декорации, приводящие в замешательство, эклектичный саундтрек, яркие и изобретательные детали».
В начале 2020 года Центр современной драматургии Екатеринбурга готовит премьеру: Илья Ротенберг поставит спектакль «Серёжа очень тупой» по пьесе Дмитрия Данилова.
Скончался рано утром 4 ноября в больнице в Великих Луках, где он работал над театральной постановкой. Похоронен на Сибирском кладбище Екатеринбурга рядом с бабушкой Александровой Ольгой Иосифовной.

### Семья
Был женат на Дарье Ротенберг. В разводе. У пары есть сын.
Мать Лидия Юрьевна живёт в Екатеринбурге. О родителях рассказывает так: «Я родился в полуинтеллигентской семье: мама — учительница, папа — режиссёр-документалист. Но у него восемь классов образования. Он служил водолазом, работал на телевидении помощником осветителя, а потом снял фильм „Нурилла Базетов“. Нурилла Базетов — рабочий Уралмаша, в годы войны он лил сталь для снарядов и танков, очень круто это делал и стал Героем Труда».

## Спектакли
- «Поздняя любовь» (А. Островский) — Лысьвенский театр драмы
- «Игроки» (Н. Гоголь) — Лысьвенский театр драмы
- «Остров Рикоту» (Н. Мошина) — Лысьвенский театр драмы
- «Бесприданница» (А. Островский) — Лысьвенский театр драмы
- «Фронтовичка» (А. Батурина) — Рыбинский драматический театр
- «Как я стал…» (Я. Пулинович) — Театр юного зрителя (Томск)
- «Заговор чувств» (Ю. Олеша) — Театр юного зрителя (Томск)
- «Безденежье» (И. Тургенев) — Театр юного зрителя (Томск)
- «Васса» (М. Горький) — Нижегородский государственный театр юного зрителя
- 2014 - «Жанна» (Я. Пулинович) — Государственный театр наций, последний показ - 17.12.2021
- 2017 — «Всё будет хорошо» (И. Васьковская) — Саратовский театр юного зрителя имени Ю. П. Киселёва
- 2018 — «Дядя Ваня» (А. Чехов) — Саратовский театр юного зрителя им. Киселёва
- 2019 — «Калека с острова Инишмаан» (М. Макдонах) — Саратовский театр юного зрителя им. Киселёва
- 2019 — «Гроза» (А. Островский) — Великолукский драматический театр
- 2020 — «Ромео и Джульетта» (У. Шекспир) — Великолукский драматический театр (постановку завершил Юрий Печенежский, а в 2022 г. переработала Анна Потапова)

## Награды и признание
- Приз в номинации «Лучший спектакль» на Фестивале малых городов России — спектакль «Игроки».
- Специальный приз «Надежда» на Фестивале малых городов России — спектакль «Фронтовичка».
- Приз «За лучшую режиссуру» на фестивале «Коляда-plays» — спектакль «Как я стал…».
- Приз «За лучшую режиссуру» на фестивале «Премьеры сезона 2018—2019» — спектакль «Васса».
- 2019 — спектакль «Гроза» вошёл в лонг-лист театральной премии «Золотая маска»[9]
- 2020 — премия Администрации Псковской области в сфере театрального искусства (с творческой группой спектакля «Гроза»)[10].
- 2021 — на XVIII Фестивале малых городов России премии за лучшую женскую роль удостоилась Алина Бичай — исполнительница главной роли в спектакле «Гроза».